# Mark Melancon

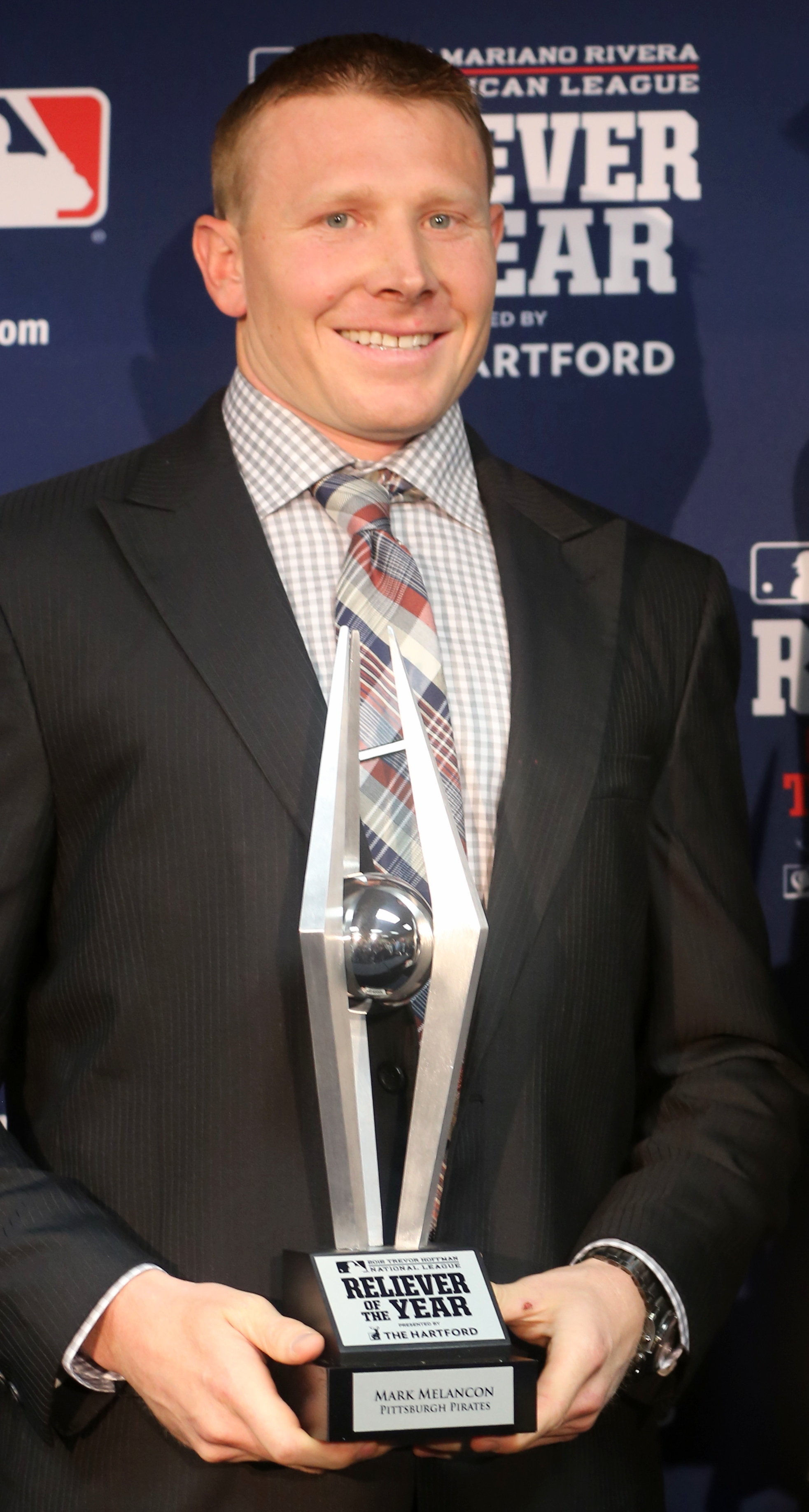
Mark Melancon avec le prix Trevor Hoffman du meilleur lanceur de relève de la saison 2015.

Mark Melancon (né le 28 mars 1985 à Wheat Ridge, Colorado, États-Unis) est un lanceur de relève droitier des Braves d'Atlanta de la Ligue majeure de baseball.

## Carrière

### Yankees de New York

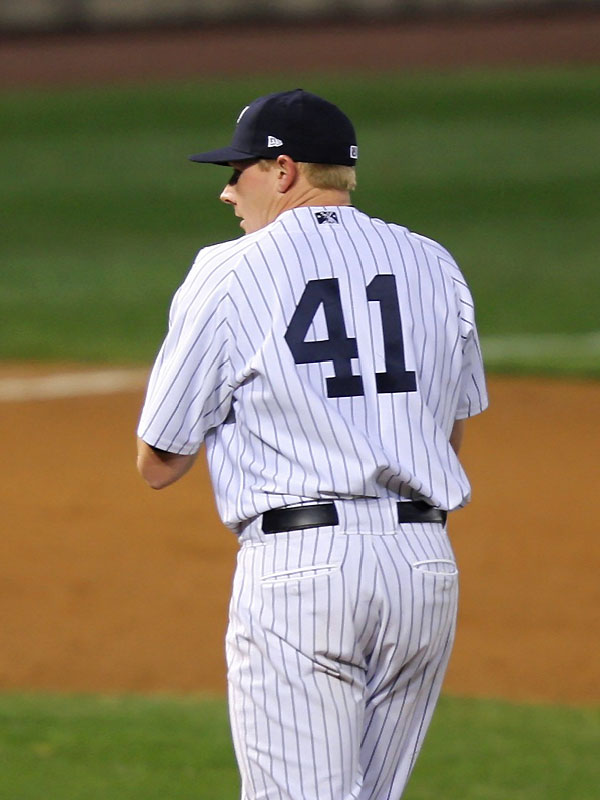
Mark Melancon en 2009 avec les Yankees de New York.

Après des études secondaires à la Golden High School de Golden (Colorado) où il brille en baseball (deux sélections All-State), en football américain (deux sélections All-State) et en basket-ball (une sélection All-State), Mark Melancon suit des études supérieures à l'Université d'Arizona où il porte les couleurs des Wildcats de 2004 à 2006. Utilisé à l'occasion comme stoppeur dès sa première année universitaire, Melancon hérite du poste à partir de 2005. La fin de sa dernière saison universitaire est amputée de deux mois en raison de problèmes aux ligaments de son épaule. 
Mark Melancon est drafté le 6 juin 2006 par les Yankees de New York au neuvième tour de sélection. Il perçoit un bonus de 600 000 dollars à la signature de son premier contrat professionnel le 9 août 2006 puis débute au sein d'un club-école de l'organisation des Yankees, les Yankees de Staten Island, où il joue six matchs, dont trois comme stoppeur. Melancon concède une défaite et assure deux sauvetages. 
Ses problèmes aux ligaments l'épaule devenant trop pénalisants, Melancon subit une opération de type Tommy John en octobre 2006. Absent des terrains en 2007 à la suite de cette lourde opération chirurgicale, il joue en 2008 pour les Yankees de Tampa (A), le Thunder de Trenton (AA) puis les Yankees de Scranton/Wilkes-Barre (AAA). Il est appelé pour la première fois en Ligue majeure le 25 avril 2009 et fait ses débuts au plus haut niveau le lendemain. Rétrogradé en Triple-A le 8 mai, il retrouve les Majeures à partir du 9 juillet. Melancon ne prend pas part aux matchs de séries éliminatoires menant les Yankees au titre en 2009.

### Astros de Houston
Le 31 juillet 2010, Mark Melancon et l'avant-champ Jimmy Paredes sont échangés aux Astros de Houston en retour du vétéran Lance Berkman.
Au sein d'une équipe texane qui connaît une horrible saison de 106 défaites en 2011, Melancon se montre avec son coéquipier Wilton Lopez le releveur le plus efficace : il présente la meilleure moyenne de points mérités (2,78) du club (contre 2,79 pour Lopez) et est utilisé pour un total de 74,1 manches lancées. Il remporte 8 victoires contre 4 défaites et enregistre 20 sauvetages.

### Red Sox de Boston
Le 14 décembre 2011, les Astros échangent Melancon aux Red Sox de Boston en retour du lanceur droitier Kyle Weiland et du joueur d'avant-champ Jed Lowrie. Melancon connaît une saison 2012 difficile avec une moyenne de points mérités de 6,20 en 41 matchs et 45 manches lancées pour les Red Sox. Il subit deux défaites. 

### Pirates de Pittsburgh
Le 26 décembre 2012, les Red Sox échangent les lanceurs droitiers Mark Melancon et Stolmy Pimentel, le premier but Jerry Sands et le joueur d'avant-champ Iván DeJesús aux Pirates de Pittsburgh en retour du releveur droitier Joel Hanrahan et du joueur d'avant-champ Brock Holt.
Il est invité au match des étoiles du 16 juillet 2013 alors que sa moyenne de points mérités est de 0,81 après 45 parties jouées. Lorsque le stoppeur des Pirates, Jason Grilli, se retrouve sur la liste des joueurs blessés à la fin juillet, c'est Melancon qui est appelé à le remplacer, une tâche dont il s'acquitte avec succès.
Meneur du baseball majeur avec 51 sauvetages en 2015, Melancon honore sa deuxième sélection au match des étoiles et gagne le prix Trevor Hoffman du meilleur lanceur de relève de la Ligue nationale.

### Giants de San Francisco

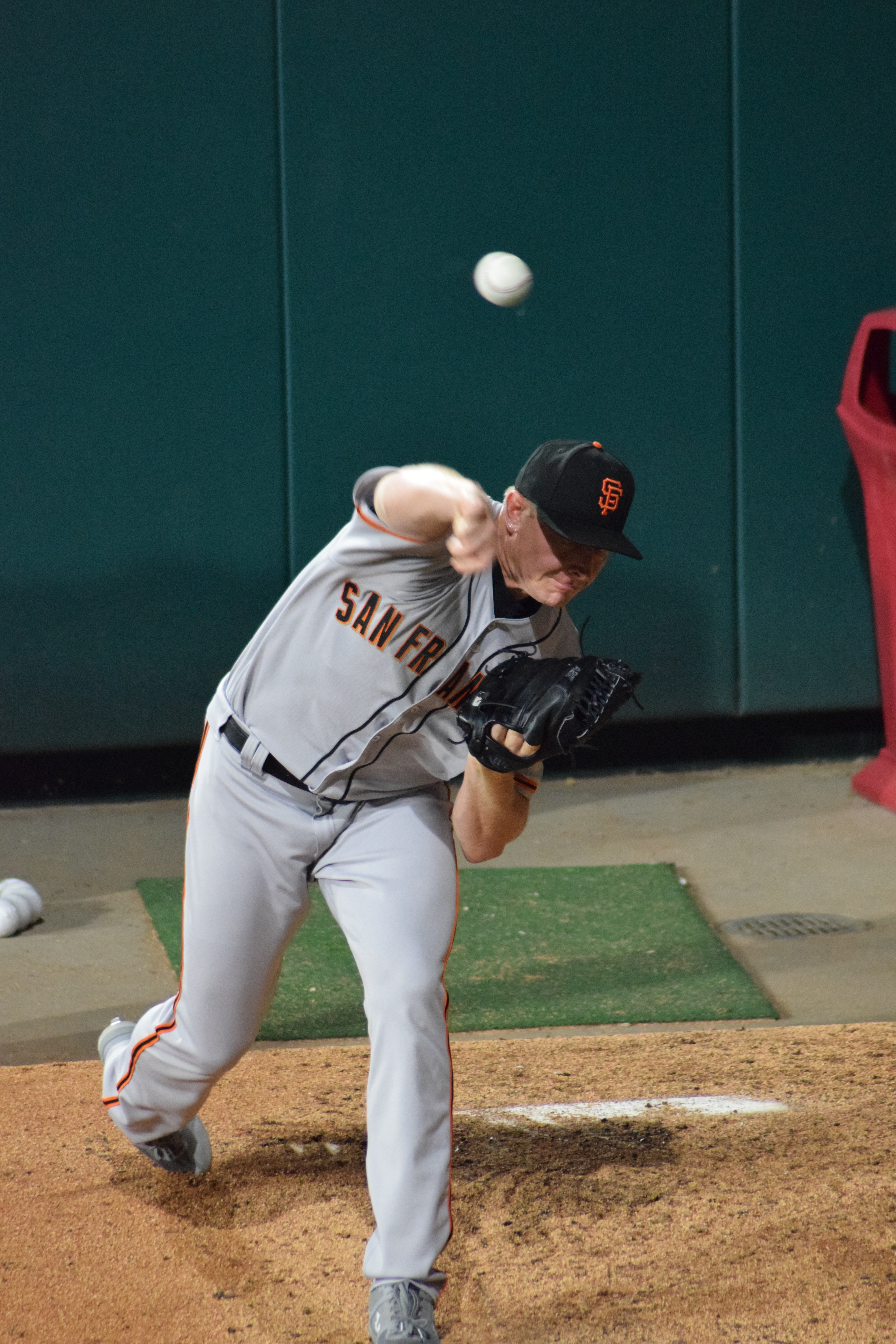
Mark Melancon en 2019

Le 5 décembre 2016, Melancon signe avec les Giants de San Francisco un contrat de 62 millions de dollars pour 4 saisons, ce qui est - pour quelques jours seulement - le contrat le plus lucratif jamais accordé à un stoppeur.

## Statistiques
En saison régulière
| Statistiques de lanceur |                       |     |    |    |     |    |    |     |       |     |      |
| Saison                  | Équipe                | G   | GS | CG | SHO | V  | D  | SV  | IP    | SO  | ERA  |
| 2009                    | NY Yankees            | 13  | 0  | 0  | 0   | 0  | 1  | 0   | 16.1  | 10  | 3,86 |
| 2010                    | NY Yankees Houston    | 22  | 0  | 0  | 0   | 2  | 0  | 0   | 21.1  | 22  | 4,22 |
| 2011                    | Houston               | 71  | 0  | 0  | 0   | 8  | 4  | 20  | 74.1  | 66  | 2,78 |
| 2012                    | Boston                | 41  | 0  | 0  | 0   | 0  | 2  | 1   | 45.0  | 41  | 6,20 |
| 2013                    | Pittsburgh            | 72  | 0  | 0  | 0   | 3  | 2  | 16  | 71.0  | 70  | 1,39 |
| 2014                    | Pittsburgh            | 72  | 0  | 0  | 0   | 3  | 5  | 33  | 71.0  | 71  | 1,90 |
| 2015                    | Pittsburgh            | 78  | 0  | 0  | 0   | 3  | 2  | 51  | 76.2  | 62  | 2,23 |
| 2016                    | Pittsburgh Washington | 75  | 0  | 0  | 0   | 2  | 2  | 47  | 71.1  | 65  | 1,64 |
| 2017                    | San Francisco         | 32  | 0  | 0  | 0   | 1  | 2  | 11  | 30.0  | 29  | 4,50 |
| 2018                    | San Francisco         | 41  | 0  | 0  | 0   | 1  | 4  | 3   | 39.0  | 31  | 3,23 |
| Totaux                  | Totaux                | 517 | 0  | 0  | 0   | 23 | 24 | 182 | 516.0 | 467 | 2,76 |

Note: G = Matches joués ; GS = Matches comme lanceur partant ; CG = Matches complets ; SHO = Blanchissages ; 
V = Victoires ; D = Défaites ; SV = Sauvetages ; IP = Manches lancées ; SO = retraits sur des prises ; ERA = Moyenne de points mérités.